# Wahlkreis Dresden 4 (2014–2019)
Der Wahlkreis Dresden 4 (Wahlkreis 44) war ein Landtagswahlkreis in Sachsen.
Er war einer von sieben Dresdner Landtagswahlkreisen und umfasste im Dresdner Osten den Stadtbezirk Blasewitz ohne den statistischen Stadtteil Striesen-Süd (also die Stadtteile Blasewitz, Striesen-West, Striesen-Ost, Tolkewitz/Seidnitz-Nord, Seidnitz/Dobritz und Gruna mit Strehlen-Nordost). Bei der letzten Landtagswahl (im Jahr 2019) waren 60.522 Einwohner wahlberechtigt.
Der Wahlkreis wurde in dieser Form zur Landtagswahl 2014 gebildet – er war dabei flächenmäßig mit dem bisherigen Wahlkreis Dresden 2 (Wahlkreis 44) vergleichbar. Sein Gebiet wurde bei der Neugliederung der Wahlkreise im Jahr 2023 auf die neugebildeten Wahlkreise Dresden 4 (Wahlkreis 43) und Dresden 5 (Wahlkreis 44) aufgeteilt.

## Wahlergebnisse

### Landtagswahl 2019
Vorläufiges Ergebnis der Landtagswahl am 1. September 2019 im Wahlkreis 44 – Dresden 4:
(Ergebnisse in Prozent)
| Direktkandidat      | Partei               | Direktstimmen | Listenstimmen |
| ------------------- | -------------------- | ------------- | ------------- |
| Martin Modschiedler | CDU                  | 30,7          | 29,3          |
| Tilo Wirtz          | Die Linke            | 12,8          | 10,2          |
| Christian Kreß      | SPD                  | 10,0          | 9,3           |
| Martina Jost        | AfD                  | 21,6          | 19,7          |
| Dietrich Herrmann   | GRÜNE                | 18,3          | 16,6          |
| –                   | NPD                  | –             | 0,2           |
| Steve Görnitz       | FDP                  | 5,6           | 6,2           |
| –                   | Freie Wähler         | –             | 3,0           |
| –                   | Tierschutz           | –             | 1,1           |
| –                   | Piraten              | –             | 0,4           |
| –                   | Die PARTEI           | –             | 1,8           |
| Holger Frömmel      | BüSo                 | 1,1           | 0,2           |
| –                   | ADPM                 | –             | 0,1           |
| –                   | Blaue #TeamPetry     | –             | 0,3           |
| –                   | KPD                  | –             | 0,1           |
| –                   | ÖDP                  | –             | 0,5           |
| –                   | Die Humanisten       | –             | 0,4           |
| –                   | PDV                  | –             | 0,1           |
| –                   | Gesundheitsforschung | –             | 0,4           |

| Wahlberechtigte | 60.522 |
| Wahlbeteiligung | 74,5 % |

### Landtagswahl 2014
Amtliches Endergebnis der Landtagswahl am 31. August 2014 im Wahlkreis 44 – Dresden 4:
(Ergebnisse in Prozent)
| Direktkandidat        | Partei          | Direktstimmen | Listenstimmen |
| --------------------- | --------------- | ------------- | ------------- |
| Martin Modschiedler   | CDU             | 35,4          | 36,0          |
| Tilo Wirtz            | Die Linke       | 20,1          | 17,8          |
| Marc Dietzschkau      | SPD             | 14,7          | 14,5          |
| Torsten Herbst        | FDP             | 3,9           | 4,2           |
| Jan Schubert          | GRÜNE           | 11,0          | 11,2          |
| Max Heinz Holger Löwe | NPD             | 2,6           | 3,0           |
| –                     | Tierschutz      | –             | 1,1           |
| Thanh Binh Nguyen     | Piraten         | 1,8           | 1,5           |
| Kurt Haberer          | BüSo            | 0,5           | 0,3           |
| –                     | DSU             | –             | 0,1           |
| Bernd Lommel          | AfD             | 7,6           | 7,6           |
| –                     | pro Deutschland | –             | 0,1           |
| Mandy Beier           | Freie Wähler    | 2,4           | 1,5           |
| –                     | Die PARTEI      | –             | 1,2           |

| Wahlberechtigte | 59.997 |
| Wahlbeteiligung | 60,5 % |